# Deverra triradiata
Deverra triradiata är en växtart i släktet Deverra och familjen flockblommiga växter.
Arten är en mindre buske som förekommer i Nordafrika, Mellanöstern och på Arabiska halvön. Den beskrevs av Ferdinand von Hochstetter och Pierre Edmond Boissier 1872.

## Underarter
Arten delas in i följande underarter:
- D. t. intermedia
- D. t. musilii
- D. t. triradiata